# Scotinotylus kolymensis
Scotinotylus kolymensis är en spindelart som beskrevs av Kirill Yeskov och Yuri M. Marusik 1994. Scotinotylus kolymensis ingår i släktet Scotinotylus och familjen täckvävarspindlar. Inga underarter finns listade i Catalogue of Life.